# Suburban Commando
Suburban Commando és una pel·lícula de ciència-ficció de comèdia d'acció estatunidenca del 1991 dirigida per Burt Kennedy, produïda per Howard Gottfried, i escrit per Frank Cappello. La pel·lícula és protagonitzada per Hulk Hogan, Christopher Lloyd, Shelley Duvall i Larry Miller. A més, una jove Elisabeth Moss apareix breument al seu debut cinematogràfic.
La pel·lícula es va titular originalment Urban Commando, i estava pensada per a Danny DeVito i Arnold Schwarzenegger. Quan aquests dos van optar per fer Els bessons peguen dues vegades (1988), el guió va ser comprat per New Line Cinema com a continuació d'una altra pel·lícula de Hulk Hogan,  Sense normes.

## Trama
El guerrer interestel·lar Shep Ramsey (Hulk Hogan) té la missió de capturar el dèspota intergalàctic General Suitor (William Ball). El general ha segrestat el president Hashina, el governant de tot un planeta. Shep puja al vaixell insígnia de Suitor, però no pot rescatar a Hashina, que és assassinat per Suitor. Ferit per Hashina en el procés, Suitor es transforma en una criatura rèptil enfadada (Frank Welker). Shep amb prou feines escapa, però és capaç de fer volar el vaixell mentre ho fa.
A causa del seu fracàs per salvar el president, l'oficial superior de Shep suggereix que està "estressat" i hauria de prendre unes vacances. Enfadat, Shep trenca accidentalment els seus sistemes de control i es veu obligat a aterrar a la Terra, on s'adona que s'haurà de quedar fins que la seva nau espacial es repari. Shep té poc coneixement dels costums de la Terra, i el seu temperament i sentit de la justícia causen problemes amb tots els que coneix, especialment amb un artista mim al qual intenta ajudar de diverses maneres còmiques, com alliberar-lo de la seva "caixa invisible".
Charlie Wilcox (Christopher Lloyd) és un arquitecte de voluntat feble que treballa per a l'adulador i hipòcrita Adrian Beltz (Larry Miller). La seva dona Jenny (Shelley Duvall) l'anima sense èxit a defensar-se i li diu a Charlie que li demani un augment a Beltz, ja que els comptes ara són molt cars. Charlie va a Beltz per demanar-li un augment, però ell s'escapa. Per tal d'ajudar econòmicament, lloga el cobert d'aficions de Charlie com a cabana de vacances, que Shep lloga. L'aparença i el comportament d'en Shep fan que Charlie estigui nerviós, i comença a espiar el seu convidat. Aviat descobreix l'equip avançat de Shep i comença a experimentar amb ell, sense saber que les fonts d'energia són rastrejables i que els homes de Suitor rastregen el seu parador. Envien un parell de caça-recompenses intergalàctics després de Shep. Shep també necessita diversos cristalls rars per arreglar el seu vaixell, les mostres més properes dels quals es poden trobar a l'oficina de Beltz. Charlie ajuda a Shep a entrar a l'oficina del seu cap durant una festa d'empresa abans que els caçar-recompenses els acorrin. Després de guanyar una baralla furiosa, Shep i Charlie es dirigeixen a casa per reparar el vaixell.
Després de la derrota dels caça-recompenses, Suitor, que ha escapat de la destrucció del seu vaixell, arriba a la Terra. Pren com a ostatge la família de Charlie, obligant a Charlie a portar-lo a Shep. Per protegir en Charlie i la seva família, Shep decideix utilitzar una tàctica de "perdre per guanyar" fent que el seu vaixell s'autodestrueixi i es rendeix a Suitor, a canvi d'alliberar la família Wilcox. Aleshores, Suitor comença a torturar en Shep, divertint-se abans que tingui la intenció de matar el guerrer. Trobant el seu coratge, Charlie torna per ajudar en Shep i fereix a Suitor, que després es converteix en la seva forma monstruosa. Superat físicament, Shep atordit a Suitor amb uns cables elèctrics davant d'una caixa de fusibles i ell i Charlie aconsegueixen escapar de l'explosió de la nau, que destrueix en Suitor definitivament.
Shep abandona la Terra utilitzant la nau dels caça-recompenses. Porta amb ell la secretària de Beltz, Margie, amb l'esperança d'una vida familiar tranquil·la. Charlie, però, s'ha tornat més atrevit amb les seves experiències; apareix a l'oficina de Beltz l'endemà al matí, cridant al seu cap davant dels testimonis, i finalment deixa la seva feina ingrata. Més tard, Charlie resol el seu problema final utilitzant una de les armes d'en Shep per destruir un molest conjunt de semàfors que mai canvien en el moment adequat, rebent ànims dels altres motoristes.

## Repartimentt
- Hulk Hogan com a Shep Ramsey
- Christopher Lloyd com a Charlie Wilcox
- Shelley Duvall com a Jenny Wilcox
- Michael Faustino com Mark Wilcox
- Laura Mooney com Theresa Wilcox
- Larry Miller com Adrian Beltz
- Dennis Burkley com a Deak
- Branscombe Richmond com a motorista
- William Ball com a General Suitor; la seva forma mutant és interpretada per Vincent Hammond, Frank Welker va proporcionar la veu sense acreditar per a la veritable forma de Suitor tal com s'ha esmentat anteriorment.
- Jack Elam com el coronel Dustin "Dusty" McHowell
- Elisabeth Moss com a Nena
- Jo Ann Dearing com a Margie Tanen
- Roy Dotrice com a Zanuck
- Tony Longo com a Knuckles
- Mark Calaway com a Hutch

## Recepció

### Taquilla
La pel·lícula es va estrenar amb 1,9 milions de dòlars. En total, la pel·lícula va recaptar un total de 8.002.361 dòlars als Estats Units. Amb un pressupost d'11 milions de dòlars, la pel·lícula va ser un fracàs comercial.

### Resposta crítica
A Rotten Tomatoes la pel·lícula té una puntuació d'aprovació del 15% basada en 13 ressenyes.
Roger Ebert va assenyalar: "Aquest és el segon llargmetratge protagonitzat per Hulk Hogan, l'home que sembla un heroi de còmics. L'abast d'Hogan és limitat, però no tan limitat com les pel·lícules en què ha aparegut. Malgrat que el seu públic La imatge sovint està dirigida als nens -hi ha tota una línia de joguines de Hulk Hogan-, la seva primera pel·lícula, 'Sense normes' (1989) va ser sorprenentment violenta, masclista i amarada de sang. Ara aquí teniu 'Suburban Commando', que almenys és innòcua, però que li dona tan poc a fer a Hulkster que els seus fans poden preguntar-se per què es va molestar." Michael Wilmington va obrir la seva ressenya al Los Angeles Times dient que tot el personal principal era "simpàtic", però que "tota aquesta simpatia combinada, o fins i tot en cubs, no crea qualsevol motiu urgent per pagar l'entrada a "Suburban Commando" - tret que siguis un completista de pel·lícules obsessionat o que un cop de núvols et porti a refugiar-te." Stephen Holden de The New York Times', va assenyalar que malgrat que "té poca continuïtat narrativa, té bon ritme i té una actuació divertidament amarga de Larry Miller com el tipus de cap a qui t'agrada odiar."